# Mangaļi
Mangaļi is een verlaten plaats in Rucavas novads, Letland. De plaats ligt bij de grens tussen Letland en Litouwen.